# 栃錦清隆
栃錦 清隆（とちにしき きよたか、1925年2月20日 - 1990年1月10日）は、東京府南葛飾郡小岩村下小岩（現・東京都江戸川区南小岩）出身で春日野部屋に所属した大相撲力士。第44代横綱。本名は大塚 清（おおつか きよし）で、のちに栃木山守也の養子となって中田 清（なかた きよし）となる。

## 来歴

### 春日野部屋入門
1925年に、小岩村（現・江戸川区南小岩）で蛇の目傘の製造を営む家の二男として生まれる。少年時代から運動神経は抜群で、並外れた体力と恵まれた体格を見た近所の八百屋の勧めもあって、下小岩尋常小学校（現・江戸川区立下小岩小学校）卒業後、13歳で春日野部屋の門を叩き、1939年1月場所で初土俵を踏む。十両昇進を機に名乗った四股名の「栃錦」は、春日野の現役名である栃木山守也と、その兄弟弟子だった大錦卯一郎から付けたものであり、当時の期待ぶりが窺える。
新弟子検査では直前に白飯と水を腹一杯に詰め込み、体重計の上に飛び乗って針を大きく揺らして通過したというほどの軽量で、周囲の期待はさほど高くはなかった。ただ、春日野だけは「軽量だから三段目でさすがに厳しいかと思っていると、ちゃんと相応の相撲を取る」と評価していた。これは、有望な弟子たちを次々に兵役へ取られていく中で、春日野としては栃錦に期待するしかなかった、とも言われている。春日野は死去直前、栃錦について「新十両の頃は『これが唯一の関取経験』と思ったら十両でも通用した。そう思った頃には幕内になって、それでも『上位には通用しない』と思ったら三役、『三役はつらいか』と思ったら大関になった。大関になって『流石に横綱は無理』と思ったら横綱になった。こんなことなら、栃錦に対して若い頃からもっと稽古をつけるべきだった」と後悔混じりに語っている。
栃錦は春日野から「寝る時はエビのように小さくなって寝ろ。飯を食うときは大きな体で食え」という指導を受けたことを自伝の中で明かしている。序二段で一度負け越しただけで順調な出世を遂げ、1944年5月場所で十両昇進を果たすが、第二次世界大戦の激化によって徴兵され、1945年8月15日の終戦まで軍隊生活を送る。

### 強運の軽量力士
栃錦は、戦後最初の場所となった1945年11月場所において十両4枚目格で番付に復帰した。当時の復員力士については番付復帰後1場所は準備期間として休場しても地位が据え置かれる救済措置が取られていたが、栃錦はこれを受けずに出場し、6勝4敗と勝ち越した。1946年11月場所は東十両筆頭で迎えたが、相手力士の負傷による痛み分けとして6勝6敗1分と勝ち越せず、幕内昇進は厳しいと思われたが、安藝ノ海節男ら4力士が引退したことで、1947年6月場所で新入幕を果たす。入幕時の体重は僅か75kgしかなかった。この場所は4勝6敗と負け越したが、当時はまだ東西制が実施されていた時代で、翌場所の十両陥落を免れた。なお、東西制はこの場所限りで廃止され、翌場所から系統別総当り制が実施されたこともあり、十両陥落を免れた栃錦にとっては非常に強運だった。

### 技能賞の常連
入幕2場所目となる同年11月場所では西前頭16枚目で9勝2敗の好成績を挙げ、10勝1敗で幕内最高優勝の横綱・羽黒山政司に次ぐ星をあげる。この場所から三賞制度が始まり、栃錦も「何かもらえるかと思った」と話していたが、新入幕で同じ9勝の出羽錦忠雄に殊勲賞が贈られ、栃錦には何も無かった。後に彼が独占する技能賞を初めて受賞する1949年1月場所では、優勝候補の一人だった大関・佐賀ノ花勝巳に立ち合いで思い切り当たり、前褌を引いて右から強烈な出し投げを打って勝利したことが評価され、これが受賞理由となった。
1951年1月場所では前頭2枚目で初日から7連敗を喫したが、その後は8連勝して8勝7敗と勝ち越した。翌場所で小結に復帰以降は三役に定着し、大関・横綱へ駆け上がっていく。
1952年5月場所は10勝5敗で通算8回目の技能賞を獲得、協会から特別表彰を受けた。同年9月場所では場所中に高熱を発したが14勝1敗で初の幕内最高優勝を遂げ、感涙に暮れた。場所後に大関に昇進するが、この時の体重は98kgしかなかった。
新大関として迎えた1953年1月場所は、横綱・照國萬藏が3日目から休場し14日目に現役引退を表明、残る横綱・大関も6人中3人が途中休場という大荒れの場所だったが、12日目まで1敗で優勝を争い、終盤に3連敗したものの11勝4敗、優勝の大関・鏡里喜代治（14勝1敗）と共に上位陣の面目を保った。続く同年3月場所では14勝1敗で大関として初優勝を果たすと、同年5月場所でも13勝2敗で全勝の平幕・時津山仁一、14勝1敗で準優勝の大関・吉葉山潤之輔に次ぐ3位の星を挙げ、その軽量から短命大関で終わってしまうのではないかと不安視する声を一掃し、次の横綱候補と目されるようになる。しかしこの直後、巡業先で一晩ハメを外したために体調を崩し、その後の3場所を8勝、9勝、9勝と低迷、春日野からは「一晩の不摂生が半年祟る」と慢心を叱責された。

### 横綱昇進～栃若時代の到来

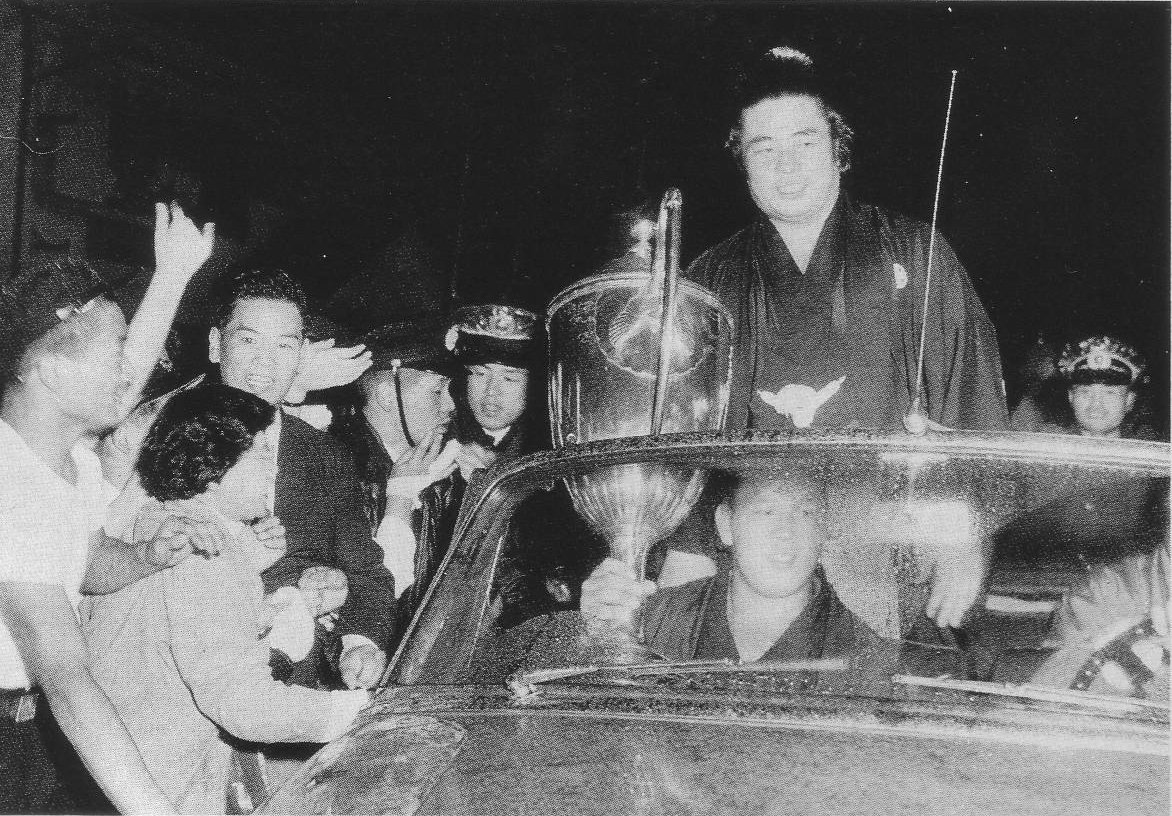
1954年秋場所に優勝し、パレードに臨む栃錦

1954年5月場所において14勝1敗の好成績を挙げ、大関では2度目、通算3度目の幕内最高優勝を果たす。場所後に協会は横綱審議委員会に栃錦の横綱昇進を諮問したが、当時横審の連続優勝に関する内規が成立してなく、「強いて横綱を五人つくるほど圧倒的な成績ではない」との番付上の理由で横綱推薦は否決された。この場所は東富士欽壹・千代の山雅信・鏡里喜代治・吉葉山潤之輔の4横綱が存在していたため、栃錦が横綱昇進すると前例のない5横綱時代が実現するところであった。同年9月場所は初日黒星ながらその後は白星を順調に積み重ね、このまま連続優勝を果たすと思われたが、最悪の場合として今度も横綱昇進を見送られる可能性もあった。しかし、14日目になって東富士が突然の現役引退を申し出た。それを聞いた栃錦もすぐに付け人を使者に立てて引退しないように説得したが、東富士の意思は変わらなかった。そして、栃錦は吉葉山に勝利して14勝1敗で連続優勝を決め、場所後に第44代横綱へ昇進した。横綱昇進時の口上は「ありがたくお受けいたします」であった。また大正時代生まれ最後の横綱昇進者となった。
新横綱場所の1955年1月場所は初日にいきなり大昇充宏に小手投げで敗れ、金星を初供給してしまう。昭和以降の横綱で昇進場所初日が黒星だったのは栃錦が史上初の不名誉記録だった。その後も4日目に若瀬川泰二にうっちゃられるなど平幕戦だけで3敗を喫し、10勝5敗と不本意な成績に終わる。続く3月場所も初日に双ツ龍徳義に敗れたあと、5日目まで黒星と白星が交互するいわゆる「ヌケヌケ」の立ち上がりだったが、6日目から10連勝で盛り返し、終わってみれば12勝3敗、13勝2敗で優勝の千代の山雅信、優勝同点の大内山平吉に次ぐ3位の成績だった。横綱3場所目となる5月場所は初日から8連勝、9日目の時津山仁一に敗れたのみの14勝1敗で、横綱昇進後初となる5回目の優勝を果たす。5回の優勝はこの時点で千代の山と並び現役最多だったが、この直後の巡業中から体調を崩し、続く9月場所は7日目から初土俵以来初めての休場となる。このあとの1年弱は「土俵生活で一番辛かった時期」というほど衰弱が著しく、結局次の優勝（1957年9月）まで丸2年を要することになった。
1958年後半は不調で引退も囁かれたが、稽古不足で太った身体を逆に生かして正攻法の相撲に変え、1959年3月場所で「奇跡」と言われた復活優勝を果たし、その後は引退まで12勝を下回ることがない（昭和35年3月場所までの7場所間で95勝10敗、勝率.905）という驚異の成績を続ける。
1959年10月3日に春日野が亡くなると、前年に廃止されていた二枚鑑札が特例として認められ、年寄・春日野と春日野部屋を継承する。同年7月場所は優勝を逃したら引退と考えた上で挑み、場所前から床山に中剃を断っていた。この場所では14日目に優勝を決めたものの、その晩に祝宴に駆けつけようとした父親が交通事故死する悲運に見舞われた。この悲しみを乗り越え、翌日の千秋楽では若乃花幹士を破って全勝優勝を決め、亡父への手向けとした。千秋楽の取組では、左差し右おっつけの鋭い出足で若乃花を一気に寄り切った。この場所の優勝を決めた際、栃錦は「ワシが相撲取りじゃなかったら、親父もこんなことにはならなかった。やっぱりワシが死なせたようなもの」と喜びは無かった。最後の優勝となった1960年1月場所では、この年からエール・フランス航空が毎年、初場所の優勝力士をヨーロッパへ招待することになり、栃錦は武藏川とともに渡欧した。
1960年3月場所には若乃花と史上初となる「14戦全勝同士で千秋楽に対決」したが敗れた。若乃花との通算対戦成績は栃錦の19勝15敗。

### 若乃花との対戦

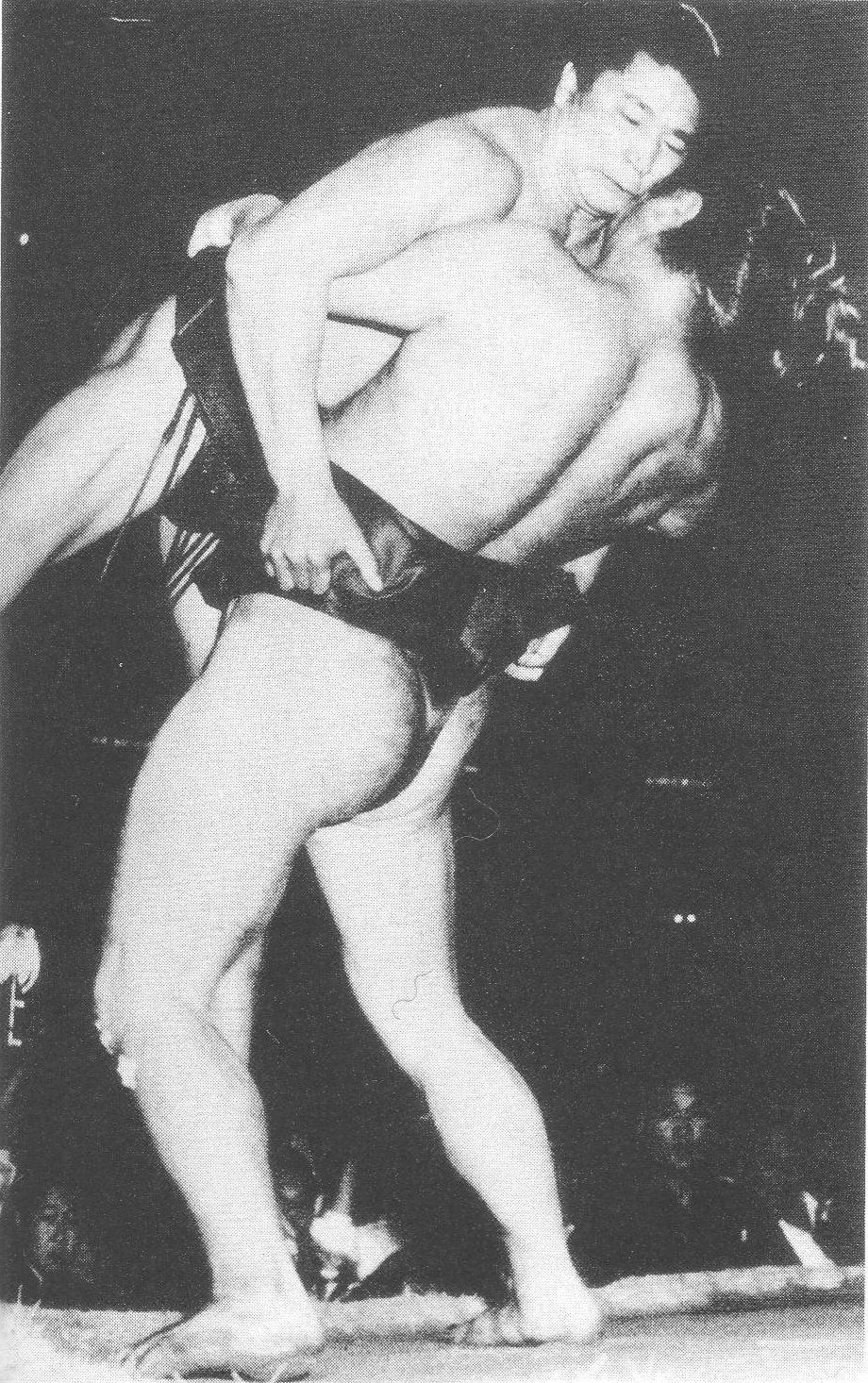
1954年夏場所、11回目の対戦で若ノ花を吊り出す

若乃花幹士とは1951年5月場所の初顔合わせからいきなり激しい攻防の大熱戦を演じ（若乃花が勝利した）、これ以降常に熱戦・好勝負を演じ続けてきた。1953年3月場所にはあまりの大勝負に栃錦の水引が切れて髷がほどけ、しばらくそのまま取組を続けたが、動きが止まったところで行司が待ったをかけ、土俵下でとりあえずの髷を結って勝負再開、大熱戦の末に栃錦が外掛けで勝った。「栃若」の対戦となれば水入りは当たり前、激しい技の打ち合いとしのぎ合いの連続は観衆だけでなく、当時日本に登場したばかりのテレビを通して全国の相撲ファンを熱狂させた。小さい体で大兵肥満の力士を次々になぎ倒す二人の姿は、第二次世界大戦の敗戦から戦後の復興に向けて立ち上がる日本の姿を、そして自らを投影した人々はとても多かったとされる。土俵狭しと目まぐるしく動き回る二人の攻防が、テレビ時代の到来に相応しいものであったとも言える。この二人の対決と、それを取り巻く数多の個性的な力士の活躍により相撲人気は一気に高まり、今なお戦後最高と呼ばれる黄金時代となっていった。1950年代のこの黄金期を世に「栃若時代」という。
両者の対戦は、1951年5月場所から1960年3月場所の40場所間で34回実現（栃錦の1不戦勝を含む）し、千秋楽において両者優勝圏内の対戦が5回（相星決戦が2回）あった。また両者の相撲は水入りになることが多かった。千秋楽（太字）は、千秋楽結びの一番を示す。
| 場所           | 対戦日 | 栃錦勝敗 (通算成績） | 若乃花勝敗 （通算成績） | 優勝力士                | 備考                                                                           |
| -------------- | ------ | -------------------- | ----------------------- | ----------------------- | ------------------------------------------------------------------------------ |
| 1951年5月場所  | 8日目  | ●(0)                 | ○(1)                    | 千代の山                | 初対戦                                                                         |
| 1951年9月場所  | 12日目 | ○(1)                 | ●(1)                    | 東富士                  |                                                                                |
| 1952年1月場所  | 12日目 | ●(1)                 | ○(2)                    | 羽黒山                  |                                                                                |
| 1952年5月場所  | 6日目  | ○(2)                 | ●(2)                    | 東富士                  |                                                                                |
| 1952年9月場所  | -      | -                    | -                       | 栃錦(1)                 | 対戦なし。                                                                     |
| 1953年1月場所  | 初日   | ○(3)                 | ●(2)                    | 鏡里                    | 栃錦、新大関昇進                                                               |
| 1953年3月場所  | 7日目  | ○(4)                 | ●(2)                    | 栃錦(2)                 |                                                                                |
| 1953年5月場所  | 4日目  | ○(5)                 | ●(2)                    | 時津山                  |                                                                                |
| 1953年9月場所  | 3日目  | ●(5)                 | ○(3)                    | 東富士                  |                                                                                |
| 1954年1月場所  | 10日目 | ●(5)                 | ○(4)                    | 吉葉山                  |                                                                                |
| 1954年3月場所  | 11日目 | ●(5)                 | ○(5)                    | 三根山                  |                                                                                |
| 1954年5月場所  | 12日目 | ○(6)                 | ●(5)                    | 栃錦(3)                 |                                                                                |
| 1954年9月場所  | 14日目 | ○(7)                 | ●(5)                    | 栃錦(4)                 |                                                                                |
| 1955年1月場所  | 12日目 | ●(7)                 | ○(6)                    | 千代の山                | 栃錦、横綱昇進                                                                 |
| 1955年3月場所  | 千秋楽 | ○(8)                 | ●(6)                    | 千代の山                |                                                                                |
| 1955年5月場所  | 12日目 | ○(9)                 | ●(6)                    | 栃錦(5)                 |                                                                                |
| 1955年9月場所  | -      | -                    | -                       | 鏡里                    | 栃錦休場により対戦なし。                                                       |
| 1956年1月場所  | 9日目  | ○(10)                | ●(6)                    | 鏡里                    | 若乃花、大関昇進                                                               |
| 1956年3月場所  | 千秋楽 | ●(10)                | ○(7)                    | 朝潮                    |                                                                                |
| 1956年5月場所  | -      | -                    | -                       | 若乃花（当時若ノ花）(1) | 栃錦休場により対戦なし。                                                       |
| 1956年9月場所  | 千秋楽 | □(11)                | ■(7)                    | 鏡里                    |                                                                                |
| 1957年1月場所  | 14日目 | ○(12)                | ●(7)                    | 千代の山                |                                                                                |
| 1957年3月場所  | 千秋楽 | ●(12)                | ○(8)                    | 朝潮                    |                                                                                |
| 1957年5月場所  | 12日目 | ○(13)                | ●(8)                    | 安念山                  |                                                                                |
| 1957年9月場所  | 13日目 | ○(14)                | ●(8)                    | 栃錦(6)                 |                                                                                |
| 1957年11月場所 | 14日目 | ○(15)                | ●(8)                    | 玉乃海                  |                                                                                |
| 1958年1月場所  | 14日目 | ●(15)                | ○(9)                    | 若乃花(2)               |                                                                                |
| 1958年3月場所  | 14日目 | ●(15)                | ○(10)                   | 朝潮                    | 若乃花、横綱昇進                                                               |
| 1958年5月場所  | 14日目 | ○(16)                | ●(10)                   | 栃錦(7)                 |                                                                                |
| 1958年7月場所  | 千秋楽 | ●(16)                | ○(11)                   | 若乃花(3)               | 千秋楽2敗同士相星決戦                                                          |
| 1958年9月場所  | -      | -                    | -                       | 若乃花(4)               | 栃錦休場により対戦なし。                                                       |
| 1958年11月場所 | -      | -                    | -                       | 朝潮                    | 栃錦休場により対戦なし。                                                       |
| 1959年1月場所  | 千秋楽 | ●(16)                | ○(12)                   | 若乃花(5)               |                                                                                |
| 1959年3月場所  | 千秋楽 | ○(17)                | ●(12)                   | 栃錦(8)                 | 千秋楽栃錦1敗、若乃花2敗で対戦                                                 |
| 1959年5月場所  | 千秋楽 | ●(17)                | ○(13)                   | 若乃花(6)               | 千秋楽栃錦全勝、若乃花1敗で対戦 優勝決定戦も若乃花勝利、若乃花優勝。           |
| 1959年7月場所  | 千秋楽 | ○(18)                | ●(13)                   | 栃錦(9)                 |                                                                                |
| 1959年9月場所  | 千秋楽 | ●(18)                | ○(14)                   | 若乃花(7)               | 千秋楽栃錦2敗、若乃花1敗で対戦                                                 |
| 1959年11月場所 | 千秋楽 | ○(19)                | ●(14)                   | 若羽黒                  | 千秋楽両者3敗で対戦、栃錦勝利。 （千秋楽対決は年間最多勝をかけた対戦だった。） |
| 1960年1月場所  | -      | -                    | -                       | 栃錦(10)                | 若乃花休場により対戦なし。                                                     |
| 1960年3月場所  | 千秋楽 | ●(19)                | ○(15)                   | 若乃花(8)               | 千秋楽全勝同士の相星決戦 最後の対戦。                                          |

- 若乃花横綱昇進前まで（1958年1月場所まで）の対戦成績は、栃錦の15勝9敗。
- 両者横綱同士の対戦成績（1958年3月場所以降）は、若乃花の6勝4敗。

### 現役引退・春日野部屋継承
1960年5月場所は初日から2連敗すると、「衰えてから辞めるのは本意ではない」という師匠の教えを忠実に守るかのように、潔く引退を表明した。こうして栃若時代が終焉した直後には柏鵬時代に移り変わっており、その様子は世相が安保闘争から高度経済成長へと移行したタイミングと一致している。後年、NHK解説委員会でもこの点について話題が挙がっている。幕内通算513勝は当時の最多勝記録だったが、1年2ヶ月後の1961年7月場所で若乃花幹士によって更新された。現在の記録は白鵬翔の1093勝。
引退後は二枚鑑札（1958年に廃止されていたが特例で認められていた）で襲名していた年寄・春日野として、先代から引き継いだ栃ノ海晃嘉を横綱へ、栃光正之を大関まで育て、それ以外にも直弟子最初の関取だった栃東知頼を栃ノ海に続く自身が師匠となってからの2人目の優勝力士に導き、他にも舛田山靖仁、栃赤城雅男、栃司哲史、現春日野である栃乃和歌清隆等数多くの関取を育てた。
さらに春日野は「力士とは『力の紳士』と書く。ただの相撲取りであってはいけない」との思想を基にした厳しい指導を行なった。他に審判部長・事業部長などを歴任し、審判部長としては1969年3月場所2日目、戸田智次郎 - 大鵬幸喜戦、1972年1月場所8日目の貴ノ花満 - 北の富士勝昭戦といった、判定を巡る歴史的な大事件に関わった。

### 理事長就任・国技館建設
1974年1月場所後の役員改選で武蔵川の後任として日本相撲協会理事長に就任した。名横綱かつ協会の要職を歴任したことで本命視されていたが、この改選では反出羽海一門が伊勢ヶ濱を理事長候補に擁立して結集し、一時は「三-七で（春日野が）不利」とまでされた。春日野は「激動の時代にこれまで協会の運営に直接あたった経験のない人には危なくて任せられない」と主張して運営審議会や後援会も巻き込んで徹底的な多数派工作を展開した結果、ついに伊勢ヶ濱を立候補辞退に追い込んだ。
理事長就任後は、
1. 新しい両国国技館への移転
2. 国技館を無借金で建設する[4]（理事長就任時、武蔵川から「新（両国）国技館を建てるのは君しかいない」とメッセージを託されている）
3. 椅子席観覧客の待遇を改善
4. 相撲茶屋制度を改革

するなど、1990年代の若貴人気につながる相撲人気の復興のための数々の改革を、大鵬・鏡山・出羽海、時津風などの若手親方を協会の要職に起用しながら推進し、現役時代を髣髴とさせる多彩な技と、大きく素早い動きを見せて7期14年の長期安定政権を維持した。
派閥に関係なく能力次第で協会の要職に登用するなどして争いは沈静化し、「すぐに『理事長に一任します』と言われて拍子抜けするんだ」と本人が述べるほど、スムーズな協会運営が可能となった。就任当初はかつてのライバルの若乃花幹士 (初代)の師匠である花籠をナンバー2の事業部長に起用して、1980年に花籠が自身の定年の絡みで理事を退任すると、まだ理事就任3期目の二子山を後任の事業部長に起用して、以降栃若コンビによる協会運営となる。理事経験が浅く一門の底辺の部屋の師匠だった二子山の事業部長就任はそれまでの一門の力関係だけでの幹部の就任を打破する事になった。その後、糖尿病などの影響で一時は歩行困難になるなど体調が悪化するがこれを克服し、1985年5月7日には落成したばかりの両国国技館で「春日野親方の都民文化栄誉章受章・NHK放送文化賞受賞・還暦を祝う会」が開催され、露払いに出羽海・太刀持ちに二子山を従えて還暦土俵入りを披露した。また横綱・双羽黒光司に対してもかなり理解ある立場を取っていたことで知られ、双羽黒が横綱時代に発生させた付け人脱走事件や不祥事による廃業については、立浪の指導方針や部屋経営に問題があるという主張を展開していた。

### 晩年
1988年1月場所をもって理事長職を二子山に譲って勇退し、自らは相撲協会の相談役に就任した。1989年11月場所の初日直前に脳梗塞で倒れ、福岡市の病院へ緊急入院。絶対安静の状態だったが顔を洗いに起き上がり再び倒れた。その後予断を許さない状況が続く中、1990年1月場所4日目だった1月10日に脳梗塞による肺炎のため福岡大学病院で死去、64歳没。65歳の停年退職を迎える僅か約1ヶ月前だった。現役時代のライバルだった二子山理事長は、栃錦の訃報に関する記者会見に臨むも言葉に詰まり、「ちょっと席を外させてもらえるかな…」と数分間会見の席を立ち去った。その後会見場に戻ってからの二子山は動揺を抑えきれずに「昔の思い出がキューッと込み上げて、気持ちを落ち着かせたいんだけど…」と大粒の涙を拭いつつ、共に土俵を盛り上げた最大のライバルの死を悼んだ。その日、日本相撲協会は黙祷を行うことも検討したが、公私の区別に厳しかった故人の考えに基づき、葬儀を協会葬で行う以外の弔意を表す特別な行事は控えられた。墓所は江戸川区万福寺。
没後の1990年12月25日、相撲界における多大な功績を讃えられ、故郷・江戸川区南小岩にあるJR総武線・小岩駅の改札前に、横綱当時の土俵入りの姿をかたどった栃錦の銅像が建てられた。栃錦像は現在も小岩駅のシンボルとして、待ち合わせ場所の目印になっている。
また、相撲界としては初めて従四位・勲二等瑞宝章を追贈された。

## 人物

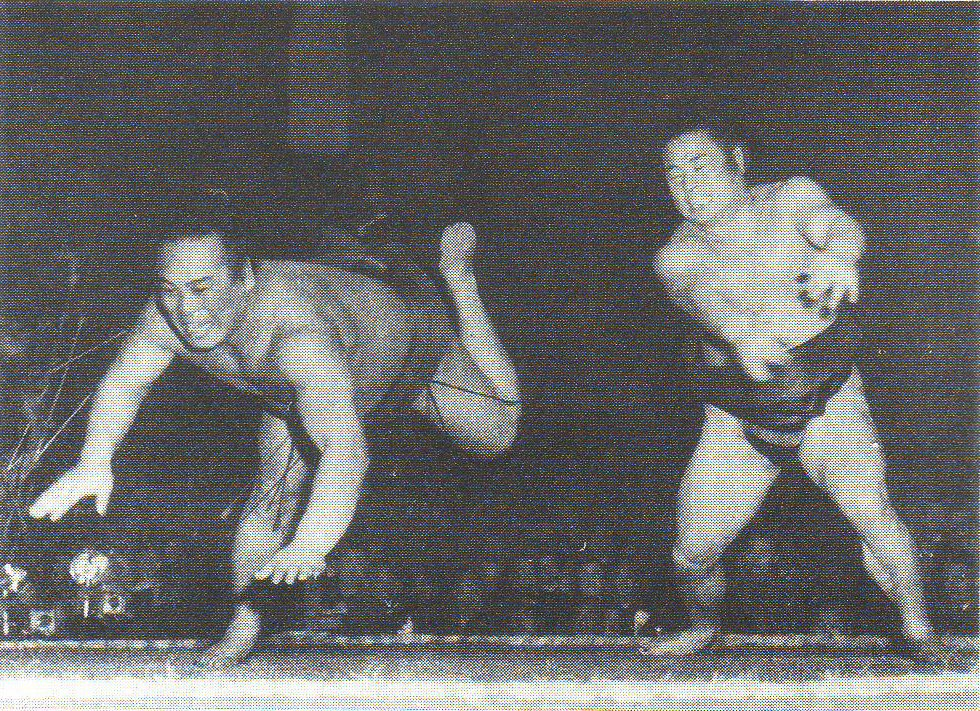
1954年春場所5日目、若瀬川泰二を上手出し投げで破る栃錦

入門直後は兄弟子の栃ノ峯などから押し相撲を教わったが、取的時代に春日野の付き人になってからは春日野の燗番をしている時に廻しの切り方や四十八手の難しそうな技を手取り足取り教わり、これが後の技巧につながった。中でも出し投げの技術は弟子たちにも伝えられた。平幕から三役にかけては、「相撲の技は全て使った」と言われる業師ぶりを発揮した（その相撲ぶりを技の展覧会と評されたりもした）。現在でも反り技など滅多に出ないものが決まり手の中に残されているのは、最初に協会発表の公式の決まり手が制定された当時、栃錦が現役でいたからだといわれている。5場所連続で技能賞を受賞するなど、「技能賞は栃錦のためにある」とまで言われた。その一方で「無駄な動きが多すぎる」といった批判もあったが、横綱昇進のころ（106kg）から見違えるように体重も増え140キロにもなるほどになり、無駄を排した寄り押し相撲中心の取り口に変わった。この頃のような相撲を取れた背景には新弟子時代に押し相撲を仕込まれたことがある。一人の力士がその土俵人生でこれほど明らかに取り口が変化し、そして大成した例は少ない。
大関から横綱にかけての相撲についての評価が高いが、当人は終生、「身体の小さいものでも努力次第であれだけ取れた」と平幕時分の相撲の方を重視していた。後に理事長となってから、新弟子検査の審査基準の撤廃に最後まで反対したが、「小さいものが生き残るのは大変な世界だから」という言葉は実感であっただろう。
相撲っぷりだけでなく、土俵上の立ち居振る舞いも栃錦の人気の源であった。両の歯を食いしばり気迫に満ちた仕切りを重ねる毎に肌が朱に染まっていき、立合いの時には足の親指が土俵にめり込むかのようにじりじりと腰を割り、一気に立ち上がるという栃錦の姿はファンを虜にした。その一方で小兵のハンディをカバーするため早く立ち合おうとする余り両手をつかずに立ち上がるようになり、それが後年の力士の立合いの乱れにつながったと指摘する人は多い。彼が戦後の時代における相撲界の大功労者であることは間違いのない事実だが、立合いだけは唯一の汚点であるとされ、栃木山は滅多に栃錦の相撲を批判することはなかったが、立合いについては「下ろさないと損だ」と注意していたという。しかし師匠に敬服していた栃錦もそれだけは譲らず、どんな先輩や識者の言う事も聞かなかったという。これについては自著『栃錦一代』の中で、関脇までは自分の呼吸で立てば良かったものが大関横綱となると相手の呼吸にあわせて立つことが求められるようになり、軽量ゆえに一瞬の立ち遅れが致命的になるのでどうしても性急な立合いになってしまったという趣旨の弁明をしている。現役時は注意されてばかりだったが、理事長時代は逆に手を下ろす事を皆に勧め、現在のように一般化させた。

## エピソード

### 横綱昇進まで
- 初土俵を踏んだ1939年1月場所4日目、双葉山定次が安藝ノ海節男に敗れて連勝が69で止まった「世紀の一番」を、結びの一番を取る兄弟子の鹿嶌洋起市の世話のために花道の奥で目撃した。「あの相撲をこの目で見られたことは、土俵人生を通じての財産だった」と後年まで語った。
- 新弟子時代、相模川佶延を贔屓にしていた尾上菊五郎に気に入られていた。後に菊五郎は「春日野部屋にいた『マムシ』[2][注 12]はどうしてる?」と聞き、幕内にいる栃錦がそうだと教えられて驚いたという。
- 兄弟子の付き人に付いていた時、年端もいかないうちからこき使われるのを見かねた春日野が、栃錦を自分付きにした。その食事の世話をしながら様々な訓話を聞かされた。栃錦の十両昇進が決まった時に春日野の指示で靴磨きをしていたが、関取にしか着用を許されないドテラを着ていることに気がついた春日野から一度は叱責されたものの、直後に「おお、すまん。お前（栃錦）はもう関取だったな」と言われたことがあった。
- 同門で自分より若い千代の山雅信に出世で追い越され、一時期は千代の山との稽古を嫌っていた。[注 13]しかし春日野から「そういう力士と稽古しないでどうやって追い越すんだ?」と言われてからは、千代の山との猛稽古を展開した。後に千代の山の息子が歯科医になった時には、千代の山自慢の突っ張りを何発も顔に当てた影響で早く歯を失ったため、「ワシは昔、千代の山との稽古で歯をやられたから、ワシだけは安く診てもらわないとな」と笑っていた。千代の山が引退して九重を襲名後、一門から九重が破門されても決して険悪にならず、栃錦が理事長として役員待遇を新設した際には九重を指名した。
- 同郷で仲が良かった大江戸勇二と江戸時代の大関・両國梶之助を描いた映画を見に行ったとき、映画の中のセリフを真似て「俺は天下第一の力士になる」と言うと、「大塚さん（栃錦）が天下第一の力士になったら東京中を逆立ちして歩いてやる」と笑われた。栃錦が大関に昇進した時、大江戸に「おい、何か忘れてないか?」と聞くと、大江戸は頭を抱えて「降参、降参!勘弁して下さい」と苦笑したという。
- 「自分にとって栃木山と双葉山は神様です」と語っていた。幕下時代、双葉山が春日野部屋の幕下力士全員を呼んで稽古をつけた時、栃錦はちゃんこ番だったにもかかわらず志願して参加した。しかし、直前までちゃんこに入れる魚を調理してから手も洗わずに参加したため、双葉山と組んだ瞬間に「お前、魚臭いな」と冗談交じりに言われて放り投げられた[2]。また、春日野の用事で料亭にいる双葉山を訪ねた時、その場にいた芸妓の美しさと、美女をはべらせて悠然としている双葉山の姿に胸を打たれ、強くならなくてはと誓った逸話を、後に明かしている。
- 兵役にとられた時すでに十両だったが、最初は力士とは思ってもらえなかった。上官との草相撲で手心を加えることなく連戦連勝し、それでようやく本職だと知ってもらえたが、やはり軽量のため「三段目くらいか？」「幕下か？」と言われ、なかなか関取だとは思ってもらえなかった。
- 蔵前仮設国技館での最初の場所となった1950年1月場所で新小結、土俵から四本柱の取り除かれた1952年9月場所で初優勝して大関昇進、国技館が正式に落成した1954年9月場所で横綱昇進と、当人も「相撲場で何か変化のあった場所はゲンが良い」と言っていた。

### 横綱時代

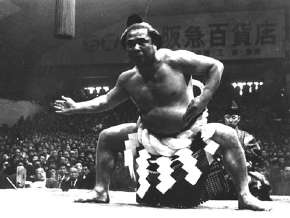
栃錦の土俵入り（1954年9月場所）

- 横綱昇進が決定した日の夜、喜び勇んでいた栃錦は、春日野から「今日からは毎日、辞める時のことを考えて過ごせ」と言い渡された。横綱は他の力士と違って降格を許されない地位であり、体力が衰えて横綱の地位に見合った好成績を出せなくなれば引退するほか道が無いため、昇進が決定した日から常に「引退」の覚悟を持ち続けなければならないという意味の説教だった。横綱に昇進したその日に早くも引退の話を切り出されて驚いたが、春日野自身も3場所連続優勝という絶頂期に「力が衰えてから辞めるのは本意ではない」と言いつつ周囲の反対を押し切って現役を退いた過去を持つ人物だったため、この説教を言い渡された栃錦はそれまで浮ついていた気持ちが一気に引き締まったと後年語っていた。また、この春日野の教えは、栃錦の談話を通して同門の千代の山雅信・北の富士勝昭・千代の富士貢へと代々受け継がれ、さらに別門の大鵬幸喜にも真摯に受け継がれた。弟子の栃ノ海晃嘉が横綱に昇進した時にも「もう、後は引退だけだよ。ダメなら、すぐ辞めなきゃいけないんだよ」と言い渡していて、栃ノ海は引導を渡されたように感じたと後年話している。
- 土俵入りは春日野直伝の「雲龍型」だったが、当人によれば出羽一門伝統の「常陸山型」と呼ぶべきものだったという。テンポの速い土俵入りで、「要所要所でのタメがなく忙しない」などの批判もあったが、現役時代から取口も土俵入りも早いことで有名だった春日野から「体の小さい者が大型力士のようにゆったり演じても格好がつかない」と指導されたのと、新横綱の場所に初日から黒星を喫してから序盤で黒星が付く負け癖が付き、観客の野次が気になって土俵入りを早く終わらせたいと思っているうち、それが癖になってしまったという。
- 1959年7月18日の名古屋場所14日目で、栃錦は9度目の幕内最高優勝を決定させた。この日の祝賀会に向かっていた父の大塚夏五郎が、東京都江戸川区小岩の千葉街道でオート3輪に轢かれる交通事故に遭い、脳底骨折で翌日に73歳で死亡した。自分の優勝が結果として父親の死亡に結びついたことに栃錦は沈痛な気持ちとなり、弔い合戦となった千秋楽は見事勝利して全勝優勝を決めた。
- 1959年5月場所と1960年3月場所の二度、初日から14連勝しながら優勝を逃している。同様のケースは2021年7月場所の照ノ富士春雄まで9例あるが、一人で二度記録したのは栃錦だけで、しかも「千秋楽に本割・決定戦と連敗して逆転を許す」と「全勝対決に敗れて優勝次点」という二つのパターン両方を経験している。どちらも優勝したのは若乃花幹士だった。
- 1959年7月場所初日から翌9月場所9日目までの24連勝は、この時点で双葉山、羽黒山らの記録についで昭和以降6位[注 14]、年6場所制での記録としては、3年後に大鵬に抜かれるまで最多だった。
- 春日野から相撲を誉められたのはただ一番、1955年5月場所千秋楽の大内山平吉戦だけだったという。大内山の猛突っ張りを受けながら乾坤一擲の首投げで破った死闘だったが、春日野からは「優勝が決まったあとの千秋楽（前日14日目に栃錦の優勝が決まっていた）によくあれだけの相撲を取った」と誉められたという。
- 栃錦自身は徴兵経験があるが、栃錦曰く「相撲部屋は軍隊の訓練より厳しい」というのが持論だった。
- 最後の優勝となった1960年1月場所は初土俵から21年目で、これは昭和以降最長記録。のちに千代の富士と旭天鵬がともに初土俵から122場所目での優勝を達成しているが、年数で見ると20年2ヶ月目となる。また、これは大正生まれの力士の最後の幕内優勝にもなった。

### 理事長時代・晩年
- 1978年頃のある日、天覧相撲の席で昭和天皇に取組を解説していた時、前頭上位で成長著しい蔵間龍也を取り上げて「蔵間は大関になります」と胸を張った。しかし当の蔵間は大関どころか三役に定着することすら出来ず、天皇は「蔵間、大関にならないね」と漏らした。春日野は「私は陛下に嘘を申し上げてしまいました」と謝罪し、その直後に蔵間を理事長室へ呼んで叱責したという。
- 両国国技館建設の折り、鹿島建設が当初出した工事の見積もりは161億5千万円だったが、二子山と二人で鹿島建設の石川六郎社長に会い、端数の11億5千万円を値引きさせて150億円に負けてもらった。社長には「相撲取りは相手を負かすのが仕事です。今日は負かしに来ました。相撲には横綱五人掛かりがあるが、社長には栃若二人掛かりです」と言ったという[18]。それでも150億円もの建設費は武蔵川理事長の時代から続く徹底した経費節約があって初めて完全に用意できるものであった[注 15]。さらに両国の土地所有者である日本国有鉄道が大赤字であり蔵前が両国より土地の値段の高い時期を狙ったことで、蔵前の土地を売って両国の土地に買い替えつつ差額で建設費の一部を手に入れることもできた。なお石川はこの縁により1987年5月より運営審議委員会委員を務めている。
- 趣味はゴルフで、自慢は「角界第一号のホールインワン」。ある時のラウンドで大叩きするが、バンカーショットは上手いので一緒に回っていたプロに皮肉られると「こちとらは土俵の砂の上で散々苦労してきましたからね…」とやり返した。
- 別格の話好きで、取材に来た報道陣を捕まえては面白おかしく聞かせる話上手だった。晩年の代表作は幕内最高優勝者に送られる「全農賞」の副賞である米30俵についてで、「オレが頭を下げてもらってきたのに、ウチの部屋には一度も来ない。いつも九重部屋に持っていかれるんだから情けない。九重部屋では米を買ったことがないっていうじゃないか」と発言したこともある。
- 親方としては珍しく実子がおらず、ある時は「部屋の若衆が子供のようなものだ」と述べたことがある。北の湖敏満を養子に迎える意向を持っていたともいわれ[19]、北の湖夫妻の仲人を務めている。北の湖の横綱昇進時には多忙な理事長職の合間を縫って、自ら土俵入りの指導も行った。
- また、師匠栃木山の死後、未亡人の夫婦養子となり、「中田」姓となったが、養家の中田家も栃錦夫妻まで四代続いて、実子がなく夫婦養子で相撲茶屋「大和屋」を経営していたが、現在の経営者は栃木山の親族で、栃錦共々養子となっている。また、現在、春日野部屋所属の立行司・43代式守伊之助は夫人が栃錦の養女（夫人の姪）に当たる。
- 栃錦が死去した時の喪主は夫人に先立たれており、また実子もいなかった為、春日野部屋を継承した栃ノ海晃嘉が喪主を務めた。
- 弟子である舛田山靖仁は栃錦が死去してから、千賀ノ浦部屋（現・常盤山部屋）を創設しているが、舛田山が停年を迎えてから部屋を継承したのは栃錦のライバル若乃花の弟子である隆三杉太一であり、舛田山の師匠時代から在籍している弟子は栃若両方の孫弟子という珍しい師弟関係となった。
- 千代の富士の1人横綱時代、興行上補充要員を宛がってでも東西の横綱を揃えることを優先する協会の理事長としての見解を示していた[20]。

### その他
- ジョン・フォードの大ファンでもあって、1954年に淀川長治が編集長の雑誌「映画の友」のインタビューを受けて、「西部劇の魅力」について存分に語ったことがある[21]。
- にわのまことの漫画「THE MOMOTAROH」に“カス日野理事長”という名のパロディで登場している。役職は河童族の伝統的な神事である「河童相撲」の理事長。
- 尻がおできやその痕で汚いと言われており、「尻が汚いときの栃錦は好調だ」というあまりありがたくない言われ方もされていた。
- 栃ノ海や部屋の床山床松によると大の砂糖好きであったという。味噌炊きやソップ炊きの鍋でもとにかく砂糖を大量に入れて食べ、部屋の他の衆は食べられたものではなかったという[22]。
- 逆鉾や2代目増位山は「ここがダメなら春日野部屋に行く!」と部屋持ちである実父に直訴し、実父の部屋に入門した[23][24]。このことから、彼が部屋持ちを務めていた頃は当時角界が身近である層にとっても如何に相撲部屋としてメジャーであったかが窺える。

## 主な成績

### 通算成績
- 通算成績：578勝245敗1分1預44休  勝率.702
- 幕内成績：513勝203敗1分32休  勝率.716
- 大関成績：92勝28敗  勝率.767
- 横綱成績：292勝84敗32休  勝率.777
- 現役在位：66場所
- 幕内在位：52場所
- 横綱在位：28場所
- 大関在位：8場所
- 三役在位：7場所（関脇4場所、小結3場所）
- 連勝記録：24（1959年7月場所初日 - 1959年9月場所9日目）  ※初代若乃花と同様
- 年間最多勝（1957年設立）：1957年（59勝16敗・当時年5場所制）、1959年（77勝13敗）
- 連続6場所勝利：81勝（1959年3月場所 - 1960年1月場所、1959年5月場所 - 1960年3月場所）
- 通算幕内連続勝ち越し記録：18場所（1950年9月場所 - 1955年5月場所）
- 幕内連続2桁勝利記録：10場所（1956年9月場所 - 1958年7月場所）
- 幕内12勝以上連続勝利記録：7場所（当時1位・現在歴代7位タイ、1959年3月場所 - 1960年3月場所）

### 各段優勝
- 幕内最高優勝：10回（全勝1回）(1952年9月場所、1953年3月場所、1954年5月場所・9月場所、1955年5月場所、1957年9月場所、1958年5月場所、1959年3月場所・7月場所、1960年1月場所）  ※初代若乃花と同じ優勝回数、全勝回数

同点：1回
次点：9回

### 三賞・金星
- 三賞：10回
  - 殊勲賞：1回（1952年1月場所）
  - 技能賞：9回（1949年1月場所・9月場所、1950年1月場所・9月場所、1951年5月場所・9月場所、1952年1月場所・5月場所・9月場所）
- 金星：1個（東富士1個）

### 場所別成績
| 1939年 （昭和14年） | （前相撲）         | 西新序 2–1                | x                        |
| 1940年 （昭和15年） | 西序ノ口4枚目 6–2  | 西序二段26枚目 3–5        | x                        |
| 1941年 （昭和16年） | 東序二段26枚目 5–3 | 東三段目46枚目 5–3        | x                        |
| 1942年 （昭和17年） | 東三段目18枚目 6–2 | 西幕下24枚目 6–2          | x                        |
| 1943年 （昭和18年） | 西幕下7枚目 4–4    | 西幕下6枚目 4–4           | x                        |
| 1944年 （昭和19年） | 西幕下5枚目 6–2    | 東十両9枚目 6–4           | x                        |
| 1945年 （昭和20年） | x                  | x                         | 西十両 6–4               |
| 1946年 （昭和21年） | x                  | 国技館修理 のため中止     | 東十両筆頭 6–6 （痛分1） |
| 1947年 （昭和22年） | x                  | 西前頭18枚目 4–6          | 西前頭16枚目 9–2         |
| 1948年 （昭和23年） | x                  | 西前頭8枚目 5–5 （引分1） | 西前頭7枚目 7–4          |
| 1949年 （昭和24年） | 西前頭3枚目 7–6 技 | 西前頭3枚目 4–11          | 西前頭7枚目 12–3 技      |
| 1950年 （昭和25年） | 西小結 8–7 技      | 東小結 5–10               | 東前頭3枚目 8–7 技★      |
| 1951年 （昭和26年） | 東前頭2枚目 8–7    | 東小結 9–6 技             | 西張出関脇 9–6 技        |
| 1952年 （昭和27年） | 東関脇 10–5 技殊   | 東関脇 10–5 技            | 西関脇 14–1 技           |
| 各欄の数字は、「勝ち-負け-休場」を示す。 優勝 引退 休場 十両 幕下 三賞：敢=敢闘賞、殊=殊勲賞、技=技能賞 その他：★=金星 番付階級：幕内 - 十両 - 幕下 - 三段目 - 序二段 - 序ノ口 幕内序列：横綱 - 大関 - 関脇 - 小結 - 前頭（「#数字」は各位内の序列） |                    |                           |                          |

| | 一月場所 初場所（東京） | 三月場所 春場所（大阪） | 五月場所 夏場所（東京） | 七月場所 名古屋場所（愛知） | 九月場所 秋場所（東京） | 十一月場所 九州場所（福岡） |
| --- | ----------------------- | ----------------------- | ----------------------- | --------------------------- | ----------------------- | --------------------------- |
| 1953年 （昭和28年） | 東張出大関 11–4         | 東大関 14–1             | 東大関 13–2             | x                           | 西大関 8–7              | x                           |
| 1954年 （昭和29年） | 西大関 9–6              | 西大関 9–6              | 西大関 14–1             | x                           | 東大関 14–1             | x                           |
| 1955年 （昭和30年） | 西横綱 10–5             | 西横綱 12–3             | 西横綱 14–1             | x                           | 東横綱 4–3–8            | x                           |
| 1956年 （昭和31年） | 西張出横綱 9–6          | 東張出横綱 9–6          | 西横綱 5–5–5            | x                           | 西張出横綱 11–4         | x                           |
| 1957年 （昭和32年） | 東張出横綱 11–4         | 西横綱 11–4             | 東横綱 12–3             | x                           | 東横綱 13–2             | 東横綱 12–3                 |
| 1958年 （昭和33年） | 東横綱 11–4             | 西横綱 11–4             | 東張出横綱 14–1         | 東横綱 12–3                 | 西横綱 6–5–4            | 西横綱 休場 0–0–15          |
| 1959年 （昭和34年） | 西横綱 10–5             | 西横綱 14–1             | 東横綱 14–1             | 東横綱 15–0                 | 東横綱 12–3             | 西横綱 12–3                 |
| 1960年 （昭和35年） | 東横綱 14–1             | 東横綱 14–1             | 西横綱 引退 0–3–0       | x                           | x                       | x                           |
| 各欄の数字は、「勝ち-負け-休場」を示す。 優勝 引退 休場 十両 幕下 三賞：敢=敢闘賞、殊=殊勲賞、技=技能賞 その他：★=金星 番付階級：幕内 - 十両 - 幕下 - 三段目 - 序二段 - 序ノ口 幕内序列：横綱 - 大関 - 関脇 - 小結 - 前頭（「#数字」は各位内の序列） |                         |                         |                         |                             |                         |                             |

### 幕内対戦成績
| 力士名       | 勝数  | 負数 | 力士名         | 勝数  | 負数 | 力士名 | 勝数 | 負数 | 力士名           | 勝数 | 負数  |
| ------------ | ----- | ---- | -------------- | ----- | ---- | ------ | ---- | ---- | ---------------- | ---- | ----- |
| 愛知山       | 3     | 1    | 青ノ里         | 2     | 0    | 明瀬川 | 1    | 0    | 朝汐(米川)       | 16   | 13(1) |
| 東富士       | 7     | 7    | 愛宕山         | 1     | 0    | 安念山 | 16   | 8(1) | 岩風             | 7    | 0     |
| 大内山       | 16    | 6    | 大熊           | 1     | 0    | 大ノ海 | 2    | 2※   | 大昇             | 5    | 2     |
| 大蛇潟       | 5     | 0    | 海山           | 4     | 1    | 鏡里   | 14   | 16   | 柏戸             | 5    | 0     |
| 柏戸         | 1     | 0    | 神風           | 1     | 1    | 神錦   | 1    | 0    | 北の洋           | 20   | 2     |
| 北葉山       | 7     | 0    | 清恵波         | 2     | 0    | 鬼竜川 | 1    | 0    | 九州錦           | 6    | 1     |
| 国登         | 11    | 4    | 高津山         | 2     | 5    | 琴ヶ濱 | 20   | 7    | 琴錦             | 10   | 3     |
| 佐賀ノ花     | 5     | 4    | 潮錦           | 10    | 0    | 嶋錦   | 5    | 0    | 清水川           | 17   | 2     |
| 信州山       | 1     | 0    | 大鵬           | 1     | 0    | 玉乃海 | 16   | 11   | 玉響             | 2    | 0     |
| 鶴ヶ嶺       | 14    | 5    | 照國           | 2     | 6    | 輝昇   | 6    | 2    | 十勝岩           | 5    | 0     |
| 時津山       | 24(1) | 6    | 時錦           | 6     | 0    | 名寄岩 | 10   | 4    | 羽黒山           | 1    | 8     |
| 大岩山(羽衣) | 2     | 1    | 備州山         | 6     | 3    | 常陸海 | 0    | 1    | 広瀬川           | 4    | 0     |
| 房錦         | 9     | 0    | 藤田山         | 3     | 0    | 冨士錦 | 3    | 0    | 二瀬川(二タ瀬川) | 1    | 0     |
| 二瀬山       | 7     | 0    | 双ツ龍         | 12    | 2    | 不動岩 | 2    | 1    | 星甲             | 1    | 0     |
| 前田山       | 0     | 2    | 前ノ山(醍醐山) | 1     | 0    | 松登   | 23   | 5    | 三根山           | 19   | 10    |
| 緑國         | 2     | 0    | 緑嶋           | 1     | 2    | 宮錦   | 3    | 1    | 吉葉山           | 9    | 14    |
| 力道山       | 2     | 2    | 若潮           | 2     | 1    | 若瀬川 | 14   | 6    | 若秩父           | 4    | 0     |
| 若ノ海       | 8     | 3(1) | 若乃花(初代)   | 19(1) | 15*  | 若羽黒 | 16   | 3    | 若葉山           | 11   | 2     |
| 若前田       | 15    | 1    | 若三杉         | 2     | 1(1) |        |      |      |                  |      |       |

- 他に優勝決定戦で若乃花に1敗がある。

※他に大ノ海に引分が1つある。

## 改名歴
- 大塚 清（おおつか きよたか）：1939年1月場所-1944年1月場所
- 栃錦 清隆（とちにしき きよたか）：1944年5月場所-1960年5月場所

## 著書
- 『栃錦一代』中央公論社 1961
- 『栃錦・春日野自伝 』ベースボール・マガジン社 1990
- 『名人栃錦絶妙の技 : 相撲技七十手 』ベースボール・マガジン社 1991